# Cine de Portugal
La historia del cine de Portugal se remonta a la primera exhibición de cine realizada en Portugal, el 18 de junio de 1896. No se proyectó ninguna película portuguesa o rodada en Portugal, sino una muestra de filmaciones de Robert William Paul ofrecida en el Coliseo de Lisboa por Edwin Rousby. Tal fue el éxito de las primeras sesiones, que pronto se repitieron por todo el país, incluyendo imágenes de Portugal en sus programas.

## Los orígenes en elsigloXIX
El rodaje de las primeras escenas en movimiento de un director portugués las realizó Aurélio Paz dos Reis, (Saída do Pessoal Operário da Fábrica Confiança) de Oporto, en 1896, réplica del filme de los hermanos Lumière (1894 - 1895) Sortie de l'usine Lumière à Lyon. La película, de carácter documental, dura 55 segundos y muestra en un plano fijo la salida de los trabajadores de la fábrica y el paso de algunos carros.

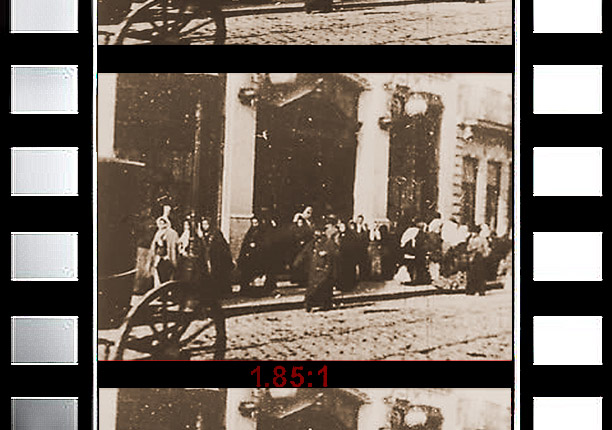
Salida del personal obrero de la fábrica Confiança, 1896

En 1899, Manuel Costa Veiga fundó la primera empresa dedicada al sector del cine, "Portugal Filmes", localizada en Algés, limitándose al rodaje de documentales (Playa de Cascais; Desfile de bomberos; Ejercicios de artillería en Belem, etc) y reportajes de visitas reales a Portugal. El primer cine se construyó en 1904. En 1908 Manuel Cardoso y el fotógrafo João Freire Correia (1861-1929) fundaron “Portugalia Filmes”, desarrollando un valioso trabajo documental.
Pero la industria del cine en Portugal no adquirió importancia hasta la aparición de la productora "Invicta Filmes", creada por Alfredo nunes de Matos en 1910 para dedicarse a la producción de panorámicas, reportajes y propaganda industrial, a la que se añadiría después de una ampliación de capital en 1917 Henrique Alegría como director artístico. Si bien técnicamente dependía de especialistas franceses facilitados por la productora Pathé Frères, los temas de sus películas eran portugueses, centrándose en la literatura del siglo XIX.
El paso de la década de 1910 a 1920 fue notable con la realización de las novelas La Rosa del Atrio, de Manuel María Rodrigues (1847-1899), Los Hidalgos de la Casa Morisca, de Júlio Dinis (1839-1871), Amor de Perdición, de Camilo Castelo Branco (1825-1890) y El Primo Basilio, de Eça de Queiroz (1845-1900).

## De los años 20 a los 40
La década de los 20 trajo otro género de películas, de carácter melodramático, donde la descripción de ambientes, casi siempre rurales, era más relevante que el argumento. El Italiano Rino Lupo dirigió dos obras de éxito internacional: Mujeres de Beira, de 1921, y Los lobos, de 1923. El primero realizado para Invicta Film, el segundo para Iberia Filmes. 
En los años 30 llegó a Portugal el cine sonoro, y en 1931 desaparecía "Invicta Filmes", así como las productoras menos reconocidas "Caldevilla Films" y "Fortuna Film". Al inicio de la década los actores y técnicos portugueses se desplazaban a París para rodar las versiones de los grandes éxitos norteamericanos. La calidad era inferior a la de los originales, pero los rendimientos económicos eran importantes, pues las versiones se proyectaban también en Brasil, donde el cine portugués gozaba de gran aceptación popular.
En 1932, se instalan los estudios Tobis Portuguesa, montados con material llegado de Alemania, de la empresa Tobis Klang Film. Será ahí donde se ruede la primera película sonora enteramente portuguesa: La canción de Lisboa. Su director, un arquitecto de renombre, conquistado por el arte del celuloide: José Cottinelli Telmo (1897-1948).
Por su parte, el Estado Nuevo ve en la historia y en las ancestrales costumbres portuguesas una fuente de inspiración para construir su régimen político, favoreciendo un cine poco original, lastrado por un costumbrismo artificioso cuyos protagonistas son los héroes históricos o folclóricos.
Y esos seguirán siendo los contenidos durante estas décadas y la siguiente, donde el cine sonoro no haría otra cosa que continuar y asentar esta construcción cinematográfica basada en la ruralidad, la tradición y la historia como rasgos esenciales de la nacionalidad.
Lentamente, el cine portugués va adquiriendo una cierta regularidad en su producción. A pesar de que no podían esperarse grandes beneficios, debido a las especificidades geográficas y económicas del país, Portugal siempre contó, aunque con parcos resultados, con el mercado de Brasil.
En el inicio de los 40 se vive un momento de gran creatividad y éxito, aumentando la diversidad de géneros ya conocida en la década anterior. En los 40, se sitúan dos de los grandes clásicos del cine portugués. Se trata de Aniki Bóbó (1942), primer largometraje de Manoel de Oliveira, que ya había realizado en 1931 el original cortometraje documental Douro, Faina Fluvial, pésimamente acogido por el público y la crítica portuguesa; y Ala-Arriba!, una realización de José Leitão de Barros y producida por Tobis Portuguesa, ambientada en el seno de la comunidad pescadora de Póvoa de Varzim, con personajes algo artificiales, como salidos de un museo etnográfico. En 1948 durante el régimen de Salazar se creó el Fundo Nacional do Cinema que proporcionó financiación a varios cineastas y a quienes deseaban estudiar en el extranjero. El Fondo Nacional también creó la Filmoteca Portuguesa, pero durante la década de 1950 la industria cinematográfica portuguesa estaba estancada.

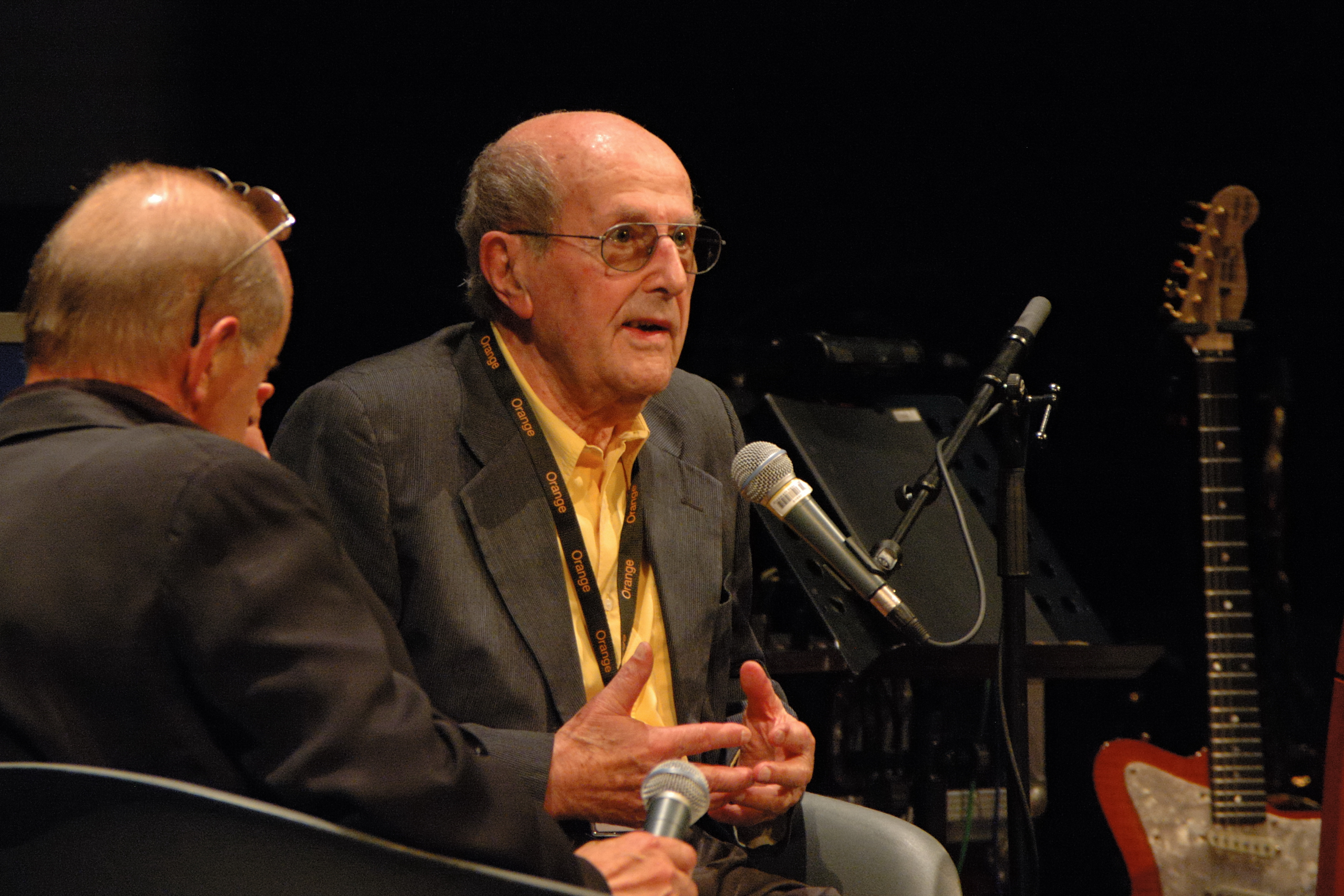
Manoel de Oliveira (1908-2015) en París junto a Antonio Tabucchi, el 3 de julio de 2008.

## De la crisis de los 50 al nuevo cine portugués de los 70
En los años 50 la crisis del sector, ayudada por la cada vez mayor presión de la censura, acabaron por reducir las producciones a un nivel mínimo. En todo caso, destaca en esta década, dominada por la falta de imaginación y creatividad, la aparición de los cineclubes y la apertura al público de la Cinemateca Portuguesa, en 1958. Todavía, Manuel Guimarães filmaría en 1953 Nazaré, y en 1956 reaparecería Manoel de Oliveira (después de 14 años de inactividad, tras el redescubrimiento de Aniki-Bobó en 1954 por el Cineclub de Oporto), con la película Angélica, localizada en la zona del Duero, que refleja las impresiones que le causó la Segunda Guerra Mundial.
En la década de 1960 surge el Novo Cinema portugués con similitudes con la Nouvelle Vague francesa y el neorrealismo italiano dando como resultado un cine de autor anclado en el realismo social. Los directores más destacados son Fernando Lopes, Paulo Rocha y António da Cunha Telles.
Si hay que señalar una obra que refleje el movimiento y la actitud de reflexión sobre la necesidad de la existencia de un tipo distinto de cine ésta ha sido Don Roberto, de José Ernesto de Sousa (1921-1988), rodada en 1962 con fondos de la Cooperativa del Espectador. La película, que habla sobre la vida poco más que miserable de un artista de calle, es todavía rehén de ciertos convencionalismos y de un neo-realismo dependiente de personajes-símbolo, incluso alguna reminiscencia de Charlot. No obstante, se trata de un nuevo intento de aproximarse a la realidad social y urbana del barrio lisboeta de Alcântara desde otra perspectiva, con un soplo de poesía amarga que no había en las "películas de barrio" de los años 30-40, una especie de película "bisagra" que sirve de punto final de una época y principio de otra. La película de 1963 Os Verdes Anos de Paulo Rocha, ya en el nuevo periodo, es importante como expresión más pura de la Nouvelle Vague y del "Nuevo cine portugués".
En 1970 se constituyó el Centro Portugués de Cine, una suerte de cooperativa de cineastas, auspiciado por la Fundación Gulbenkian y bien tolerado por el régimen, en aquel momento presidido por Marcelo Caetano (1906-1980).
La Revolución del 25 de abril de 1974, Revolución de los Claveles, trajo, en primer lugar, por lo que se refiere al respeto por el cine y a la obra creativa, la abolición de la censura.
Destaca en este periodo el citado Manoel de Oliveira, que retoma su carrera con repercusión internacional, en gran parte gacias al apoyo a nivel de producción y promoción de Paulo Branco. Con Francisca (1981) comenzará una colaboración con la escritora Agustina Bessa-Luís, que reforzará la idea que lo clasifica como un cineasta de la palabra, aunque también sea visible su preocupación estética. El respeto internacional por su obra, reforzado por sus producciones de los 80 y 90, se ve reflejado en el interés de empresas extranjeras en coproducir sus películas y en la atribución de varios premios en prestigiosos festivales, al tiempo que su figura se ha consagrado en el territorio portugués, fundamentalmente como resultado de su éxito internacional. Sin embargo, su cine no logra alcanzar a un público amplio en Portugal.

## La actualidad del cine portugués: delsigloXXalsigloXXI

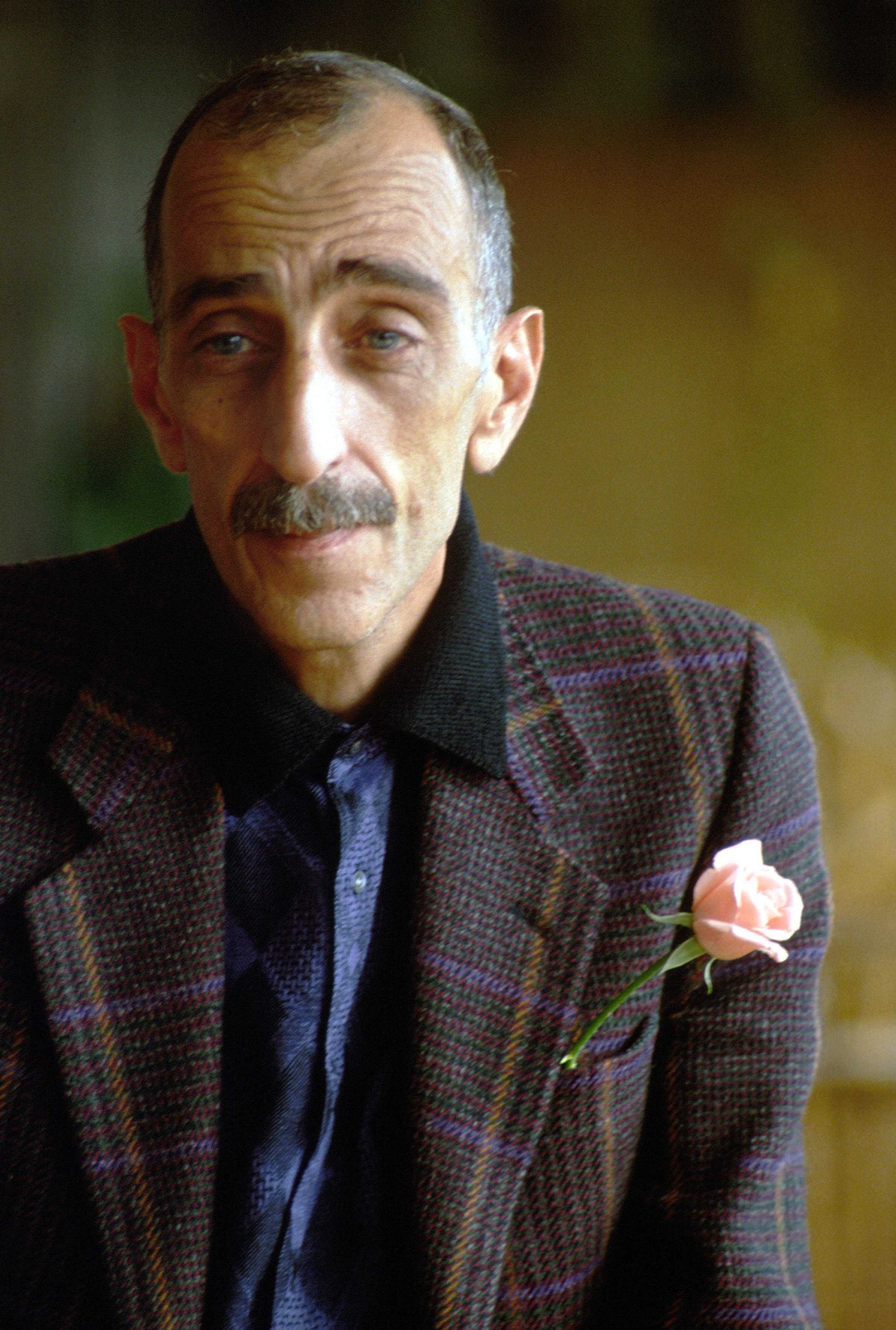
João César Monteiro (1939-2003)

Haciendo un breve recorrido por el panorama del cine de transición del siglo XX al XXI hay que referirse a la generación de directores portugueses cuyas realizaciones se iniciaron aproximadamente en la década de los años 90, influidos notablemente por la estela del  "Nuevo cine portugués" de los años 60, si bien, con la inspirada intención de romper con cualquier patrón estético reconocible. Para comenzar, se puede hablar de tres tendencias principales:
1) La continuación de una corriente "documentalista" (António Campos, António Reis y Ricardo Costa), representada por directores jóvenes como Pedro Sena Nunes (Fragmentos entre el tiempo y lo ángeles, 1997), Sérgio Tréfaut (Lisboetas, 2005) o Joaquim Sapinho (Diarios de Bosnia, 2004). Destacan también las producciones documentales de Catarina Mourão (Mi pueblo ya no vive aquí, 2005), Joana Pontes (El escritor prodigioso, 2005) y Susana de Sousa Días (Naturaleza muerta, 2005), directores que poco a poco se van afianzando en el género y que lo utilizan prácticamente de manera exclusiva en sus realizaciones. 
2) La de aquellos que nos muestran unas obsesiones recurentes por la crisis social de finales de siglo XX, manifestada en el retrato de familias rotas y desubicadas socialmente, en particular da la periferia de Lisboa, como João Canijo (Sapatos Pretos - Zapatos negros, 1998), Pedro Costa (Huesos,1997; La habitación de Vanda,2000; Juventud en marcha, 2006), João Pedro Rodrigues (El fantasma, 2000; Odete, 2005), Marcos Martins (Alice, 2005). 
3) Y la de aquellos otros cineastas que huyen del realismo y se instauran en una especie de terreno fantástico, que también se llega a convertir en estilo recurrente, como los veteranos Manoel de Oliveira y António de Macedo. Cultivan un estilo personal João César Monteiro (1929-2003) (Recuerdos de la casa amarilla, 1989; Las bodas de Dios, 1998), Teresa Villaverde (Los mutantes, 1998) o Margarida Gil (O Anjo da Guarda - El ángel de la guarda, 1999). Finalmente, se puede hablar de una llamada "generación del corto", que utiliza este metraje como modo de expresión y como fórmula de acceder al largometraje tras su experiencia en las pequeñas producciones.
Los inicios del siglo XXI están marcados por la postrera irreverencia de João César Monteiro, que ya andaba malparado en sus devaneos autobiográficos y que, poco tiempo antes a su fallecimiento - febrero de 2003 - se presentó con Blanca Nieves, que dejó sin imagen, y que quedaría fundida en negro.
Por los caminos de un negro imaginario, pero bien vivo y activo, prosiguió el cine portugués - estrechamente confinado a las proyecciones locales, pero ahora, algo más internacional -, en su tradición realista y de retrato social. João Pedro Rodrigues, cineasta radical y sin prejuicios aparentes, cruel y directo en lo que muestra, provoca a su manera, al abordar la obsesión y el fetiche de la homosexualidad masculina en su película O Fantasma, 2000. En algunos circuitos portugueses se convierte en objeto de culto. Con influencias de Pedro Costa, Cláudia Tomaz, explorando también el tema de la marginalidad y de la tóxicodependencia, «una película solo piel y hueso», obtiene con su primer largometraje Noites (2000) el Premio a la Mejor Película de la Semana de la Crítica en el Festival de Venecia. Podría decirse que el comienzo del siglo XXI se vio en blanco y negro, casi en color.
El paso de 2001 a 2002, cinematográficamente hablando, se hizo con la presencia del director Manoel de Oliveira en el Centre Pompidou, de París, con motivo de una retrospectiva de su obra. 2002 es el año de O Gotejar da Luz - El ángel de la guarda (Fernando Vendrell - 2001), presentado en el Festival de Berlín.
Antes, Pedro Costa, habría llevado el campo documental al extremo del realismo (No Quarto de Vanda,2000), presentado en Cannes en 2002. En 2003, Ricardo Costa, arriesgando por parajes menos urbanos marca presencia en los nuevos territorios del Festival de Venecia con Brumas, 2003, docudrama autobiográfico de Ricardo Costa y André Valente (Festival de Cannes), ficción intimista de Catarina Ruivo, y una de las excepciones con buena presencia en Francia.
El gran público del cine hecho en Portugal, es ahora más escaso que hace veinte años. El sueño de distribuir en Brasil se desvanece y no se aprecia como símbolo de calidad. A Selva (2002) de Leonel Vieira no responde a las expectativas. 
O Delfim, de Fernando Lopes, no alcanza sus objetivos. Leonel Vieira falla en su Um Tiro no Escuro (2002) y O Fascínio (2003), de José Fonseca e Costa tampoco es un éxito. Con un estilo teatral, similar al de Oliveira, O Fascínio - La fascinación (2003), hace uso de los personajes populares portugueses, que comercialmente no despierta interés. A Mulher que acreditava ser Presidente dos Estados Unidos, 2003, tampoco llega a la altura de lo esperado.
El año 2006 se caracteriza por la manifestación de las dos corrientes cinematográficas más destacadas del momento. Por un lado, la de los colegas de escuela Fernando Lopes (98 Octanos) y José Fonseca e Costa (Viuda Rica, Soltera no se queda), que convergen en su deseo de alcanzar al mayor público posible. Y por otro lado, Teresa Villaverde (Transe - 2006) y Pedro Costa (Juventude em Marcha - 2006, Festival de Cannes), obsesionados por retratar la marginalidad, el submundo de los desarraigados y el drama de la inmigración africana.
Durante esta década y la siguiente, si bien con ayudas oficiales, el cine portugués prosigue en la tradición experimental en el documental con otro grupo de jóvenes, algunos de ellos ya con cierta experiencia: Pedro Sena Nunes, Catarina Alves Costa, Catarina Mourão, Sílvia Firmino, Miguel Gonçalves Mendes, Luísa Homem, Susana Sousa Dias, Cristina Ferreira Gomes y otros. El árbol de tradición documental dejará sus frutos. En el área del filme experimental, utilizando el video, artes plásticas y las tecnologías digitales como herramienta, Edgar Pêra, vídeo-cineasta polémico, es uno de los autores más originales de las nuevas generaciones.

Logotipo de la empresa pública Radio y Televisión de Portugal.

### La televisión y el cine
La apertura de la televisión a los canales privados trajo al cine la colaboración de las cadenas privadas, como ya venía haciendo la cadena pública RTP. Un gran beneficiario de esta colaboración con la TV, en este caso con la SIC es el realizador Joaquim Leitão, algunas de cuyas realizaciones, Adão e Eva (1995), Tentação (1997) e Inferno (1999), se encuentran entre las más vistas en la historia del cine portugués. Adán y Eva, batió récords de taquilla. En la producción reunió a dos de los actores portugueses de mayor proyección internacional: Joaquim de Almeida y Maria de Medeiros. Fue sonada también la producción de Cristina Boavida y Ricardo Espirito Santo Amo-te Teresa - Teresa, te amo del año 1999, que causó gran expectación entre los televidentes de SIC, no tanto por su calidad como por ser el film pionero en una larga lista de producciones cinematográficas con la TV en los inicios del siglo XXI. 
Cabe destacar, finalmente, como ejemplo de este fenómeno la producción O Crime do Padre Amaro- El crimen del Padre Amaro, de Carlos Coelho da Silva, auspiciada en 2005 por SIC y Lusomundo, que aprovechó la estela de éxito dejada por la producción mexicana del mismo nombre, dirigida por Carlos Carrera, en 2002, una adaptación de la célebre novela del escritor portugués Eça de Queirós. El filme, pensado para entrar en la guerra de audiencias, con escenas de sexo explícito, se rodó como película para los cines y con formato de serie por capítulos para la televisión, alcanzando notables niveles de audiencia. Algo similar ocurrió con el Filme da Treta (2006), basado en el humor popular y primario de Luis de Carvalho e Castro, a modo de montaje de piezas breves de una série de televisión de gran éxito adaptada al cine.
La producción regular de telefilmes, las tele-novelas, tanto por parte de la SIC como por la RTP ha condicionado el gusto de los espectadores desde los años 80, limitando el interés en el cine portugués. En la transición del siglo XX al siglo XXI, la participación financiera de las televisiones en la producción de películas es una práctica normal en Portugal. Así, una película coproducida por una televisión es concebida como película, estrenada antes en el cine, y después, muchas veces, como serie de televisión, en versión más larga, por capítulos. Regla y excepción fue, por ejemplo, la coproducción de la RTP: Esquece Tudo o Que Eu Te Disse - Olvida todo lo que te dije (2002), del realizador Antonio Ferreira, que aunque nació como un telefilme, se optó por proyectarlo primero en los cines y después emitirla por la pequeña pantalla. 
La realización regular de cortometrajes y ficciones ha constituido también una de las características del cine portugués después los años 90, lo que se traduce como el resultado de las ayudas del gobierno a los jóvenes realizadores originarios de la Escuela Superior de Cine, en quienes deposita la esperanza de continuidad y revalorización de la cinematografía portuguesa.

### Nuevos lenguajes y nuevos canales de difusión
El panorama actual presenta de modo difuso una mezcla de lenguajes y géneros, en la que, el video y la televisión entran con cierta fuerza en el, hasta ahora, exclusivo reino del cine. En medio de una década de crisis cinematográfica, el cine portugués se encuentra en una encrucijada. Tiene delante de sí algunos dilemas que todavía nadie ha sabido cómo resolver.
La crisis que el cine portugués ha vivido desde la década de finales del siglo XX, motivada por la competencia de la televisión, es de orden coyuntural y cultural. Con la explosión de los medios digitales, con la banda ancha e internet, con la aproximación de la "pequeña pantalla" a la "gran pantalla" y con el progreso de los nuevos soportes audiovisuales, la tendencia ha ido cambiando en este sentido y el cine portugués ha comenzado a ofrecer nuevas perspectivas acordes a los nuevos tiempos que vive, apoyándose en los servicios globales de cine y series de televisión vía streaming por medio de las plataformas digitales como HBO (Max), Netflix, Prime Video, Hulu y otras, que facilitan la difusión de contenidos audiovisuales propios de los países en los que operan.

## El nuevo cine de Portugal
El cine portugués contemporáneo se encuentra en una transición que vuelve la cabeza al siglo XX, específicamente al modelo de las últimas décadas.
A pesar de las estadísticas, que demuestran las salas de exhibición en Portugal cada vez se interesan menos por la cinematografía nacional, la producción, con apoyo de los incentivos estatales, se mantiene viva.  A lo largo de la segunda década del XXI se genera un interés notable por las producciones independientes, exhibidas fuera de los circuitos comerciales habituales, en festivales, por ejemplo, que constituyen un eficiente medio de promoción y divulgación de las nuevas tendencias ajenas a la corriente dominante.
Los principale cineastas de esta época desarrollan nuevas maneras de narrar alejadas de las convenciones y los dictados comerciales más propios del siglo pasado, a pesar de que algunos de sus representantes nacieron mucho antes del año 2000.
Los directores portugueses contemporáneos experimentan con los géneros cinematográficos, en algunos casos, jugando con la música para elaborar secuencias oníricas, (Morrer como um Homem, de João Pedro Rodrigues, 2009) con estéticas, por ejemplo, transgénero, que adquieren de pronto una atmósfera irreal, nocturna y abstracta, (Juventude em Marcha, 2006 o Cavalo Dinheiro, 2014, de Pedro Costa).
Se puede hablar también de una superposición de géneros, con películas que incursionan en el documental con elementos de ficción, como A Ultima Vez Que Vi Macau 2012, de João Rui Guerra da Mata y João Pedro Rodrigues. o Sangue do Meu Sangue, 2011, de João Canijo

## Películas portuguesas destacadas
- Mejores películas portuguesas de todos los tiempos
- Mudar de vida
- Francisca
- Juventude em marcha
- Os Verdes Anos
- Vale Abraão
- Mistérios de Lisboa
- Aniki-Bóbó
- A comédia de Deus
- Tabu
- Recordações da Casa Amarela
- As Mil e Uma Noites: Volume 2, O Desolado
- A Vingança de Uma Mulher